# Manohargarh
Manohar (Manohargarh) fou una fortalesa a l'estat de Savantvadi, presidència de Bombai, avui a Maharashtra, a 25 km al nord-est de Vadi i al sud del pas de Rangna, en una massa sòlida de roca a 775 metres. Hauria estat fortificada en temps dels mítics pandaves.
El 1844 la guarnició de Manohargarh va abraçar la causa dels rebels de Kolhapur i la fortalesa va haver de ser conquerida el 1845 pel general Delamotte. Llavors fou cedida a Savantvadi.